# 馬頭郡
馬頭郡，中國東晉時設置的郡。當塗縣故地，

## 建置沿革
晉安帝義熙元年（405年）以淮南郡故當塗縣地置馬頭郡，屬揚州。郡治馬頭城（今安徽省懷遠縣東南），即漢代當塗縣故城，東晉僑立當塗縣於江南，而故縣廢為馬頭城。領虞縣（僑寄今安徽懷遠縣南淮河東岸馬城鎮）、零縣（僑寄今安徽懷遠縣一帶）、濟陽縣（僑寄今安徽懷遠縣一帶）3個僑縣。
義熙八年（412年）實行土斷，馬頭郡改屬豫州。

## 历史记载
- 秦《吕氏春秋》：

|  | 禹娶涂山氏女，不以私害公，自辛至甲四日，复往治水。故江淮之俗，以辛壬癸甲为嫁娶日也。禹墟在山西南，县即其地也。 |

- 北魏郦道元《水经注·淮水》:

|  | 吴伐楚，堕会稽，获骨焉，节专车。吴子使来聘，且问之，客执骨而问曰：敢问骨何为大？仲尼曰：丘闻之：昔禹致羣神于会稽之山，防风氏后至，禹杀之，其骨专车，此为大也。 |

|  | 淮水自莫邪山，东北径马头城北，魏马头郡治也，故当涂县之故城也。 |

- 宋朝文学家苏轼《濠州七绝·涂山》:

|  | 川锁支祁水尚浑,地埋汪罔骨应存。 樵苏已入黄熊庙,乌鹊犹朝禹会村。 |

- 宋朝文学家苏辙《和子瞻濠州七绝涂山》:

|  | 娶妇山中不肯留，会朝山下万诸侯。 古人辛苦今谁信，只见清淮入海流。 |

## 徵引文獻及註釋
1. ↑  《宋書》卷35〈州郡志一·徐州刺史〉：「馬頭太守，屬南豫州，故淮南當塗縣地，晉安帝立，因山形立名。」；《太平寰宇記》卷128〈淮南道·濠州鍾離縣〉：「按晉太元二年，謝玄為兗州刺史，以為馬頭城。至義熙元年立為馬頭郡，緣山形為名。」
2. ↑  《宋書》卷35〈州郡志一·馬頭太守〉：「虞縣令，漢舊名，屬梁郡。流寓因配。　零縣令，晉安帝立。　濟陽令，故屬濟陽。流寓因配。」